# Chapelle Saint-Nicolas de Morlange-lès-Rémelange
La chapelle Saint-Nicolas se situe à Fameck, dans le département de la Moselle.

## Localisation
Cette chapelle se trouve à Fameck, en Moselle.

## Histoire
La première mention de la chapelle remonte à 1188. Destruction en 1266 à la suite de la guerre entre le duc de Bar et le comte de Luxembourg. Restauration en 1610. Destruction en 1635-1636, au cours de la guerre de Trente ans. L’église et le prieuré sont abandonnés. En 1684, la nef est transformée en logement et écurie. En 1688, installation de religieux du Tiers Ordre de Saint-François. Au cours de la Révolution, l’édifice est vendu comme bien national, mais non entretenu. L’arrêté de destruction de 1838 est annulé par Mérimée qui s’attache à la conservation de l’édifice. Restauration en 1850. Elle est classée monument historique en 1845 et par la liste de 1846,.

## Galerie

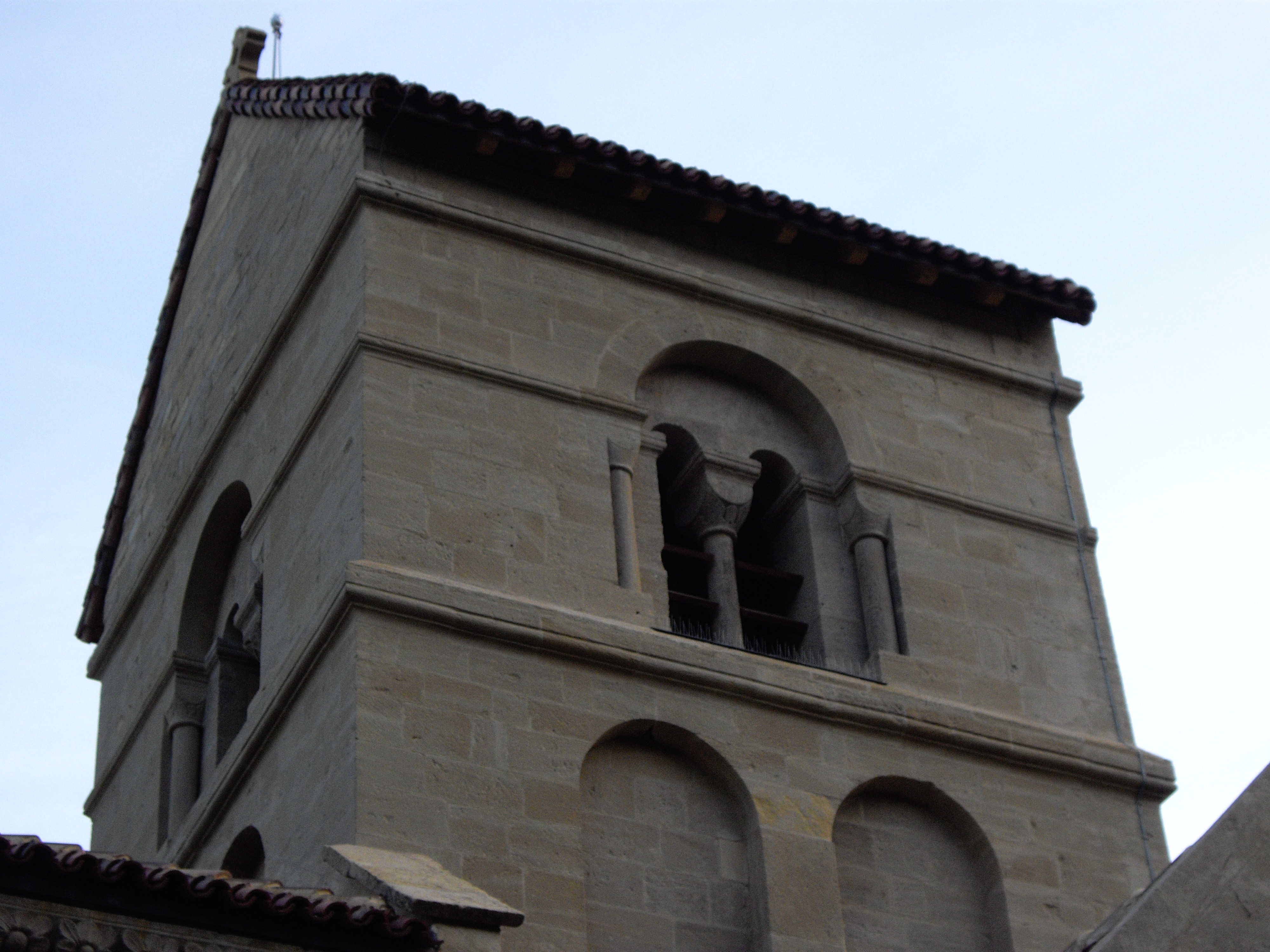
Clocher de la chapelle.
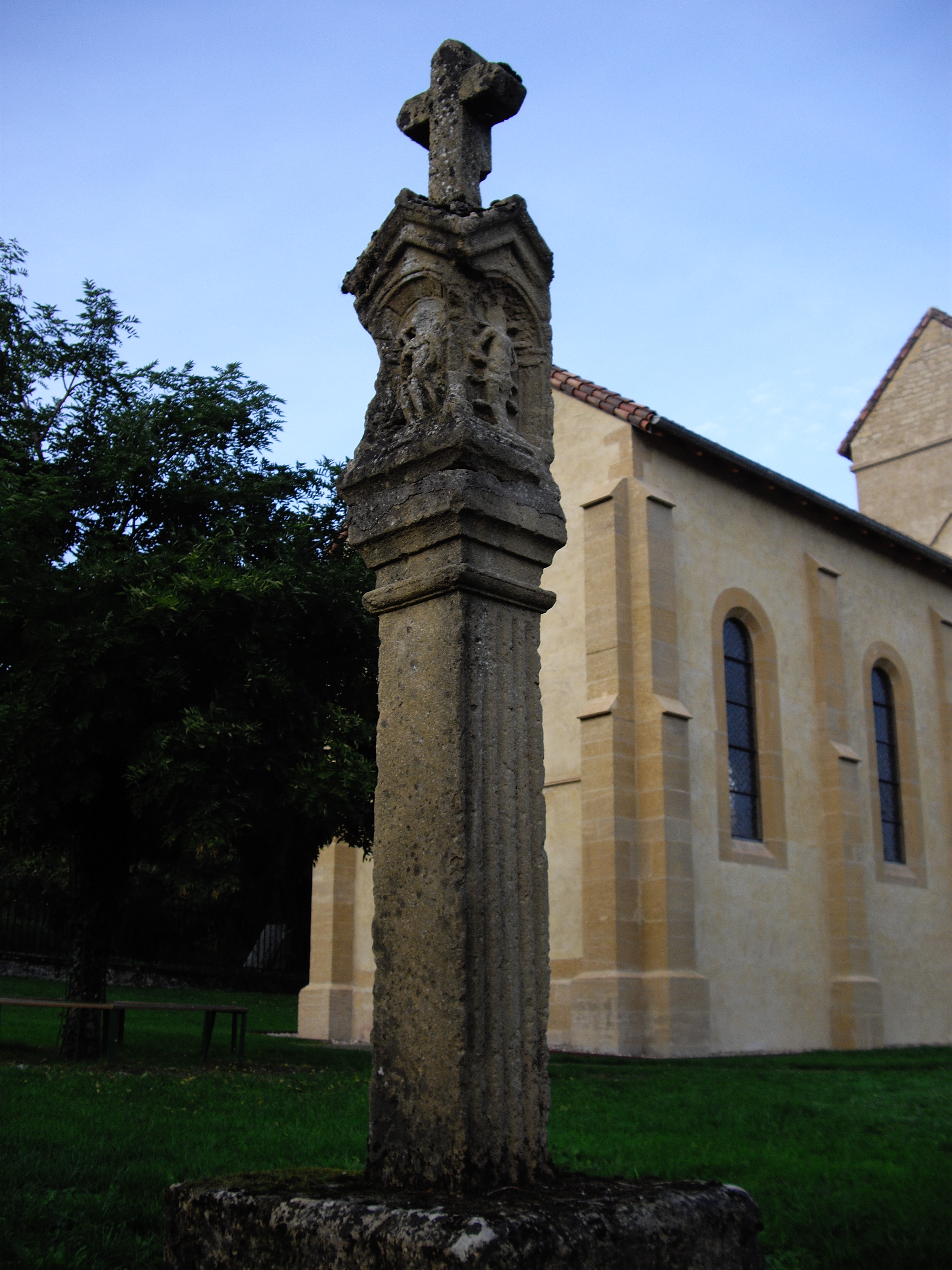
Bildstock devant la chapelle.
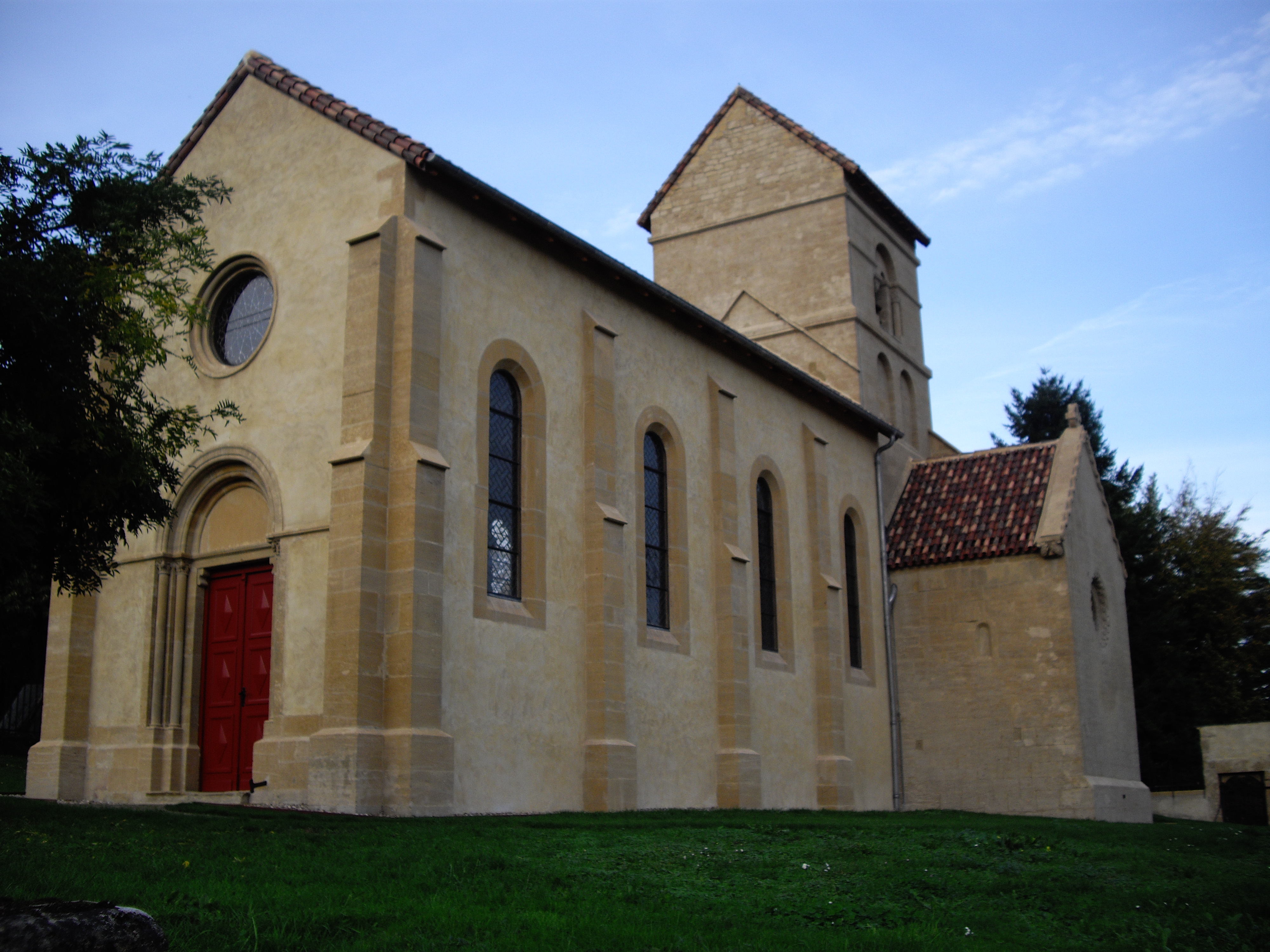
Vue générale de l'édifice.
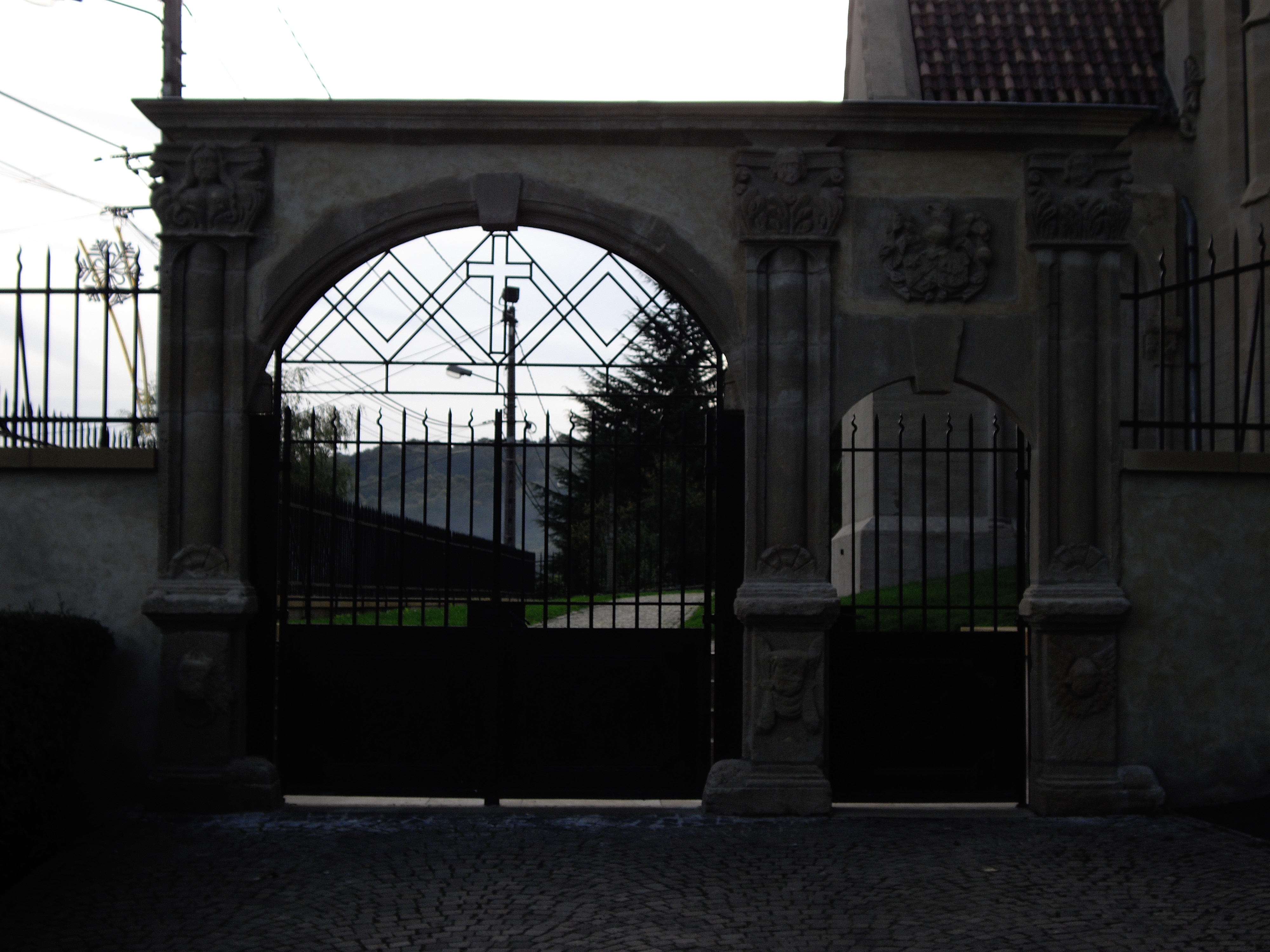
Le portail.